# Pomnik Powstańca Śląskiego w Chropaczowie
Pomnik Powstańca Śląskiego – pomink, który znajdował się w Świętochłowicach-Chropaczowie przy ulicy Łagiewnickiej, w miejscu późniejszego głazu-pomnika upamiętniającego powstańców śląskich.

## Historia
Po odzyskaniu przez Polskę niepodległości, między innymi do Chropaczowa wjechało polskie wojsko pod dowództwem generała Kazimierza Horoszkiewicza. Na placu Wolności (dziś plac Tadeusza Zawadzkiego) przygotowano miejsce pod budowę pomnika. W tym to miejscu ważni ludzie z Chropaczowa przywitali w imieniu całej społeczności generała. Po powitaniu nastąpił akt wmurowania kamienia węgielnego pod przyszły pomnik – było to w czerwcu 1922. Pomnik ostatecznie odsłonięto 3 maja 1923. 
Pomnik przetrwał do wybuchu II wojny światowej. We wrześniu 1939 rozebrano go rękami pojmanych powstańców pod nadzorem niemieckiego okupanta. Po całym tym akcie uczestniczących w nim powstańców rozstrzelano. Prawdopodobnie zatopiono go w którejś z glinianek na tak zwanej Ajsce, czyli hałdach na północy Świętochłowic.